# (685) Hermia
(685) Hermia – planetoida z pasa głównego asteroid.

## Odkrycie
Została odkryta 12 sierpnia 1909 roku w Landessternwarte Heidelberg-Königstuhl w Heidelbergu przez Karla Wilhelma Lorenza. Nazwa planetoidy pochodzi prawdopodobnie od bohaterki komedii Sen nocy letniej Williama Szekspira, mogła też zostać zainspirowana literami oznaczenia asteroidy [1909 HE] w imieniu HErmia. Przed jej nadaniem planetoida nosiła oznaczenie tymczasowe (685) 1909 HE.

## Orbita
(685) Hermia okrąża Słońce w ciągu 3 lat i 126 dni w średniej odległości 2,24 j.a. Planetoida należy do rodziny planetoidy Flora nazywanej też czasem rodziną Ariadne.